# Karlsruher Kommentar zur Strafprozessordnung
Der Karlsruher Kommentar zur Strafprozessordnung (in Zitationen meist als KK-StPO abgekürzt) ist ein Gesetzeskommentar zum Strafprozessrecht aus dem Münchener Verlag C. H. Beck. Herausgeber der 9. Auflage sind Christoph Barthe, Oberstaatsanwalt beim Bundesgerichtshof, und Jan Gericke, Richter am Bundesgerichtshof.
Der Kommentar behandelt praxisrelevante Fragen zur StPO sowie die strafverfahrensrechtlichen Vorschriften des GVG, des EGGVG und der EMRK. Bei den Bearbeitern handelt es sich sämtlich um Richter und Staatsanwälte. Er ist als Praxiskommentar zwischen Kurz- und Großkommentar mit einem Fokus auf der Judikatur von BGH, BVerfG und EGMR konzipiert.
Die aktuelle 9. Auflage (Stand Oktober 2024) berücksichtigt Literatur und Rechtsprechung bis zumindest August 2022.